# 蓮實重康
蓮實 重康（はすみ しげやす、1904年5月30日 - 1979年1月11日）は、日本美術史学者。京都大学文学部教授を務めた。

## 人物
栃木県生まれ。陸軍步兵中佐・蓮實鉄太郎の二男。鉄太郎の妻・壽子は関義臣の庶子。旧制静岡中学校、旧制静岡高等学校を経て、1930年京都帝国大学文学部哲学科（美学専攻）卒業、同大学院進学、1932年帝室博物館美術課嘱託、1941年同鑑査官、出征ののち、1952年奈良国立博物館学芸課長、1957年京都大学文学部助教授、1960年教授。1968年定年退官、東海大学文学部教授。
1961年、「雪舟等揚論―その人間像と作品」により京都大学から文学博士の学位を授与される。

## 家族
- 兄・重隆 - 京都帝大経済専科卒。旧制高校教諭。
- 弟・義倫 - 京都帝大文学部卒。旧制高校教諭。岳父に男爵高崎弓彦、平福百穂
- 妻・田鶴子 - 内大臣秘書官・小野八千雄の二女。
- 子・蓮實重彦[3]

## 著書
- 『雪舟』弘文堂 1958年
- 『雪舟等揚論 その人間像と作品』筑摩書房 1961年、朝日出版社 1977年
- 『弘仁・貞観時代の美術』（編）東京大学出版会 1962年
- 『ほほえみの美学』東海大学出版会 1972年